# Conseil de l'oblast de Kiev
Ne doit pas être confondu avec Conseil de Kiev.
8e
Le Conseil de l'oblast de Kiev est une assemblée élue de l'oblast de Kiev. Elle possède 84 membres. Elle ne possède pas d'initiative législative. La durée de chaque législature est de cinq ans.

## Composition
| Législature | Élection        | Composition | Composition                                                                                      | Président                          |
| ----------- | --------------- | ----------- | ------------------------------------------------------------------------------------------------ | ---------------------------------- |
| 7e          | 25 octobre 2015 |             | Composition : - BBP (22) - VOB (16) - OS (10) - RPOL (9) - UKROP (7) - NK (7) - VOS (7) - OB (6) | Hanna Starikova Mykola Starychenko |
| 8e          | 25 octobre 2020 |             | Composition : - ES (25) - SN (22) - ZM (en) (14) - VOB (14) - OP (9)                             | Oleksandr Sklyarov Natalia Hunko   |